# Resolució 2190 del Consell de Seguretat de les Nacions Unides
La Resolució 2190 del Consell de Seguretat de les Nacions Unides fou adoptada per unanimitat el 15 de desembre de 2014. El Consell va ampliar el mandat de la Missió de les Nacions Unides a Libèria (UNMIL) durant nou mesos fins al 30 de setembre de 2015.

## Contingut
Libèria va ser un dels països més afectats pel brot de l'ebola, amb el resultat que un cert nombre de reformes van ser ajornades pel govern. També es van ajornar les eleccions al Senat, que normalment haurien d'haver-se celebrat l'octubre de 2014. La revisió de la UNMIL, que estava en decadència, es va ajornar al setembre.
A tot tardar el 30 de juny de 2016 la pròpia Libèria havia de responsabilitzar-se de la seguretat del país. Hauria de preparar la planificació i la legislació necessàries per formar l'exèrcit i la policia.
El mandat de la UNMIL es va ampliar fins al 30 de setembre de 2015. El nombre de tropes continuaria sent el mateix de 4.811 soldats i 1.795 agents. La retirada gradual només es reprendrà si es feia un important progrés en la lluita contra l'ebola. Les tasques principals de la UNMIL eren protegir la població contra la violència, en consulta amb la Missió de l'ONU per a la resposta d'emergència d'ebola (UNMEER), donar suport al lliurament d'ajuda humanitària i assessorar en la reforma de la justícia i els serveis de seguretat.